# Kostel svatého Michaela (Horní Dvořiště)
Kostel svatého Michaela je církevní stavba v Horním Dvořišti. Kostel, hřbitov okolo a ohradní zeď s bránou jsou chráněny jako kulturní památka ČR.

## Historie kostela
Kostel je písemně doložen již v roce 1252, byl postaven v raně gotickém slohu. Byl původně filiálním kostelem kostela sv. Mikuláše v Rožmberku nad Vltavou. Jako farní byl veden od roku 1384. Na přelomu 15. a 16. stol byl přestavěn v pozdně gotickém slohu. Přestavba byla ukončena v roce 1511. Po požáru v roce 1738 byl upraven v barokním slohu; chrámová loď byla nově zaklenuta, klenba presbytáře zůstala gotická. Cibulový tvar střechy věže pochází pravděpodobně z roku 1772. Koncem 20. století byl kostel opraven. Od 1. 1. 2020 je veden jako filiální kostel římskokatolické farnosti Vyšší Brod.
Nejstarší částí objektu je sakristie. Severovýchodní nároží lodi, vystupující ve spodní části západní stěny interiéru, dokládá, že sakristie byla někdy ve 2. polovině 14. století dodatečně připojena ke staršímu, pravděpodobně ještě raně gotickému, kostelu. Mezi léty 1511 až 1517 došlo k zásadní přestavbě a rozšíření kostela. Jak dokládá zřetelné posunutí osy presbytáře a vítězného oblouku proti lodi směrem k jihu, započala stavba pozdně gotického kněžiště navázáním na jihovýchodní nároží sakristie. Svým půdorysem obemkla z vnějšku starší, možná ještě pravoúhlé kněžiště. Po dokončení byla budována plochostropá kostelní loď se zvonicí v severozápadním koutu. Architektura kostela je významným dokladem produkce rožmberské stavební huti kolem roku 1500.

## Stavební podoba
Kostel v Horním Dvořišti je jednolodní s pětiboce zakončeným presbytářem s opěráky. Obdélná sakristie na severní straně kněžiště je sklenutá dvěma poli křížové klenby. Severní stěnu sakristie zpevňují z vnějšku tři opěrné pilíře. V severozápadním nároží lodě se tyčí hranolová věž. Presbytář má hrotitá okna s kamennými kružbami, tvořené z páru jeptišek nesoucích ve vrcholu sférický trojlist a motivy složené ze segmentových profilů. Interiér presbytáře uzavírá síťová klenba hvězdového vzorce. Presbytář od lodi odděluje triumfální hrotitý oblouk. Obdélnou, původně plochostropou loď s prostě zkoseným soklem a hlavním jižním a zřejmě i západním vstupem osvětlovala kružbová okna, z nichž se dosud zachovala dvě na jižní straně. V severozápadním koutu lodi vyrostla zvonice. Společný sokl napovídá, že věž byla založena zároveň s lodí na počátku 16. století. V 18. století zasáhl kostel požár, při kterém byla nejvíce poškozena věž, tudíž nelze přesně určit, jaká část věže je ještě středověká a co je již výsledkem rekonstrukce.
Zařízení kostela je z 18. století v barokním stylu. Varhany od Bedřicha Semráda, zhotovené před rokem 1773, jsou od roku 1994 chráněny jako kulturní památka. Skulptura Bolestného Krista je dnes ve sbírce středověkého umění Alšovy jihočeské galerie v Hluboké nad Vltavou.

## Zasazení do krajiny a historický význam místa
Příhraniční osada, později městečko, byla založena na křižovatce několika cest, které sem vedly z okolních měst na rakouské a české straně hranice – Freistadtu, Dolního Dvořiště, Vyššího Brodu, Leonfeldu. Kostel byl postaven na nové odbočce od zemské stezky, která vedla k nově založenému hradu Rožmberk. Kostel je významným urbanistickým prvkem, který zásadně dotváří charakter zástavby v obci a ve své poloze se výrazně uplatňuje při dálkových pohledech na obec od jihovýchodu a vytváří tak její charakteristické panorama.